# Hans Simon Holtzbecker
Hans Simon Holtzbecker, også kendt som Johannes Simon Holzbecher (født 1610, død 21. marts 1671), var en tysk blomstermaler.
Det var blomsterbillederne, der gjorde Holtzbecker kendt. Han skabte under protektion af Frederik 3. af Slesvig-Holsten-Gottorp i perioden 1649-1659 værket Gottorfer Codex, et firebinds planteatlas, der nu er ved at blive restaureret på Statens Museum for Kunst i København. Han skabte derudover flere florilegier med planter inden for en given ramme.